# پالمیتو (سوکره)
پالمیتو (انگلیسی: Palmito, Sucre) نام شهری در کشور کلمبیا است.